# Chimie artificielle
La chimie artificielle est un système chimique simulé par ordinateur, créé par l'homme et similaire au système chimique réél.
Cette notion est apparue dans les recherches sur la vie artificielle, et plus précisément sur l'émergence de la vie.
Certains scientifiques pensent que si la vie est apparue à partir des réactions chimiques, alors on doit pouvoir faire apparaître de la vie artificielle en simulant un système chimique.
Elle repose sur la thèse d'Alonzo Church et Alan Turing selon laquelle tout système physique peut être décrit par une machine de Turing universelle. Si on considère la vie comme un système physique, alors elle peut émerger d'une machine universelle au sens de Turing.
Steen Rasmussen est parti de ce principe pour décrire sa « matière programmable ».
En considérant que les nouvelles propriétés chimiques apparaissent dans la chimie réelle grâce au cycle
- molécules > propriétés physiques > propriétés fonctionnelles > interactions > nouvelles molécules,

il propose de le simplifier dans la chimie artificielle par le cycle
- propriétés fonctionnelles > interactions > nouvelles propriétés fonctionnelles.